# Helina maae
Helina maae är en tvåvingeart som beskrevs av Xue och Li 2000. Helina maae ingår i släktet Helina och familjen husflugor.
Artens utbredningsområde är Yunnan (Kina). Inga underarter finns listade i Catalogue of Life.